# August Wilhelmj
August Emil Daniel Ferdinand Wilhelmj (prononcé en allemand : [vɪlˈhɛlmi][vɪlˈhɛlmi] ; Usingen, 21 septembre 1845 – Londres, 22 janvier 1908) est un violoniste et professeur prussien.

## Biographie
Wilhelmj est considéré comme un enfant prodige. Sa mère, pianiste amateur, lui donne ses premières notions musicales. Lorsqu'Henriette Sontag entend parler de lui en 1852, alors qu'il n'a que sept ans, elle lui dit : « Vous serez le Paganini allemand ». Il se produit pour la première fois en public deux ans plus tard et en 1861, c'est Franz Liszt qui, l'ayant entendu, le recommande à Ferdinand David avec une lettre contenant ces mots « Laissez-moi vous présenter le futur Paganini ! ». Ses professeurs de Leipzig comprennent Ferdinand David, pour le violon, Moritz Hauptmann pour la théorie musicale et la composition, Hans Richter pour l'harmonie et à Francfort dès 1864 Joachim Raff pour la composition. En 1866, il épouse la nièce de David, Sophie von Liphart. Leur fils Adolf, né en 1872, devient plus tard professeur de violon au Conservatoire de Belfast.
Ami personnel de Wagner, il est à la tête des pupitres des violons lors de la première de L'Anneau du Nibelung à Bayreuth en 1876. Lors d'un tour du monde, il se produit en Amérique du Sud, en Asie, et en Australie en 1881, mais bien qu'apprécié par le public des concerts, le nombre n'est pas suffisant pour faire de la tournée un succès financier. Ce n'est que lorsque Jenny Lind en 1886 l'introduit à Londres, que Wilhelmj devient un nom de famille réputé. En 1895, il épouse la pianiste Mariella Mausch-Jerret.
Il est célèbre pour l'arrangement du deuxième mouvement de la Suite pour orchestre n° 3 en ré majeur de Bach pour violon et piano et pour sa réorchestration du premier mouvement (1883/1884) du Concerto pour violon n° 1 en ré majeur, op. 6 de Niccolò Paganini.
À partir de 1894, il est nommé professeur de violon à la Guildhall School of Music and Drama de Londres. Parmi ses élèves, on trouve le violoniste américain Nahan Franko (en), le musicien canadien Donald Heins, le chef d'orchestre australien Aylmer Buesst et Rosario Scalero. 
Wilhelmj était le propriétaire d'un violon Stradivarius de 1725, acquis en 1866, jusqu'à son départ à la retraite et porte plus tard son nom. Il possédait également le David, un Guarneri del Gesù (1742) qui avait appartenu à Ferdinand David, puis à Pablo de Sarasate. L'instrument passe ensuite à Jascha Heifetz. Son Guadagnini de 1785 a été plus tard en possession de Jack Liebeck en tant que « ex-Wilhelmj ».